# Phare de DeTour Reef

Le phare de DeTour Reef (en anglais : DeTour Reef Light), est un phare du lac Huron situé sur la péninsule supérieure du Michigan à 5 km au sud de DeTour Village et d'extrémité ouest de la rivière Sainte-Marie dans le comté de Chippewa, au Michigan. Il marque l'entrée sud du DeTour Passage (en) entre l'extrémité est de la péninsule supérieure du Michigan et l'île Drummond (en). 
Ce phare est inscrit au Registre national des lieux historiques depuis le 15 mars 2005 sous le n° 05000151 et déclaré National Historic Landmark au Michigan depuis le 20 janvier 1999 et au Michigan State Historic Preservation Office depuis le 22 février 1974.

## Historique
L'entrée sud du passage DeTour est rendue dangereuse par le haut-fond de DeTour Reef. Pour entrer ou sortir du passage, les bateaux doivent passer par une zone peu profonde ne dépassant pas 7 m de profondeur.
En 1847, un phare était situé sur la rive à Point DeTour, pour protéger le passage DeTour à l'extrémité nord-ouest du lac Huron. En 1931, il a été transféré au large de DeTour Reef. 
Le phare de DeTour Reef, élevé en 1931, marque non seulement le canal, mais est également construit au sommet de DeTour Reef sur une structure en béton et avertit les bateaux de celui-ci. Le phare et sa base en béton mesurent 25 m de haut. La structure a été construite par le Corps du génie de l'armée des États-Unis en 327 jours ouvrables. 
La fondation en béton est similaire au phare de Martin Reef situé à environ 16 km à l'ouest et au phare de Poe Reef situé près de Cheboygan. La même équipe a construit les trois phares à la même époque. Il est presque similaire au phare de Fourteen Foot Shoal qui a été construit en 1930. 
- En 1848, l'appareil d'éclairage d'origine était une lumière blanche fixe produite par 13 lampes de type Argand.
- En 1857, une lentille de Fresnel de quatrième ordre produisant une lumière blanche fixe a été installée.
- En 1870, une lentille de Fresnel fixe, blanche, de troisième ordre a été installée. Cette année-là, les vestiges de la tour en pierre d'origine ont été enlevés. En 1907, la lentille de troisième ordre a été remplacée par une lentille bi-valve d'ordre 3½. Cet objectif n'a pas duré longtemps.
- En 1908, une rare lentille de Fresnel d'ordre 3½, l'une des douze utilisées à travers le pays, dont la plupart se trouvaient sur les Grands Lacs, configurée comme une lumière blanche clignotante avec une caractéristique d'un flash d'une seconde et d'un une éclipse de neuf secondes a été installée. Il avait une portée effective de 48 km. La lentille a été fabriquée par Barbier, Bénard et Turenne de Paris, France.  Ces feux étaient généralement réservés aux endroits qui représentaient un danger particulièrement grave pour la navigation.
- En 1931, une nouvelle structure légère sur Detour Reef a été introduite. La même lentille y a été déplacée, la lumière est restée blanche.
- En 1936, la couleur est passée du blanc au blanc avec un secteur rouge face à la terre. Cela a été accompli grâce à l'utilisation d'une nuance de couleur à l'intérieur de la salle de l'objectif.
- En 1978, cet objectif a été démonté. Il est maintenant exposé au DeTour Passage Historical Museum de DeTour Village. L'optique actuelle est un système Vega VRB-25 (en).

La station était équipée d'un signal de brouillard à diaphone, qui a été conservé à la National Museum of the Great Lakes dans l'Ohio. Il a été remis à la garde du complexe du phare. 

### Privatisation du phare
Comme de nombreux phares américains, en 1997, le phare DeTour Reef a été jugé « excédentaire » et n'était plus nécessaire à son ancien propriétaire, la Garde côtière des États-Unis
- En 1998, le National Trust for Historic Preservation a nommé les phares historiques du Michigan, dont le phare de DeTour Reef. Cela a donné un élan à la DeTour Reef Lighthouse Preservation Society (DRLPS)[2] comme organisation bénévole à but non lucratif pour restaurer et préserver le phare et leur a donné une reconnaissance nationale. La Garde côtière a transféré les responsabilités de garde du phare au DRLPS.
- En 2000,la  DRLPS a obtenu un bail de 20 ans sur le phare de la Garde côtière. Toujours en 2000, le Congrès a adopté la National Historic Lighthouse Preservation Act (en), permettant la privatisation complète des phares et des complexes d'éclairage éligibles. La DeTour Reef Light Preservation Society a poursuivi sa rénovation et a déposé une demande de prise en charge complète du phare.
- En 2004, le DRLPS a achevé une restauration majeure avec des dons privés du grand public, aidés par un financement des entités fédérales, étatiques et privées.
- En 2005, en réponse au succès de cet effort de rénovation, le DRLPS a obtenu la propriété du phare de DeTour Reef.

### Visite
Depuis 2009, des visites publiques de ce monument maritime historique au large du Michigan sont désormais proposées, pour la première fois en 74 ans d'histoire du phare. La lumière n'est accessible que par bateau. 
La DRLPS propose des excursions en bateau et des visites du phare. Des frais importants sont exigés pour aider à couvrir les coûts d'exploitation de l'entretien du phare. Un nombre limité de nuits d'occupation est également proposé à un nombre relativement limité de contributeurs pour que les clients puissent séjourner dans les quartiers du gardien de phare. Les logements ont retrouvé leur apparence de 1956 avant l'automatisation. Les invités sont censés aider à montrer la lumière et à effectuer des tâches d'entretien ménager, comme condition de leur occupation.

## Description
Le phare  est une tour carrée de 2 étages s'élevant d'un quartier de gardiens de deux étages de 19 m de haut, avec une double galerie et une lanterne, montée sur une fondation en béton. La tour est blanche, les galeries et la lanterne sont noires, le toit de la lanterne est rouge.
Il émet, à une hauteur focale de 23 m, un éclat blanc par période de 10 secondes et un feu rouge de secteur. Sa portée est de 16 milles nautiques (environ 30 km) pour le feu blanc, et de 13 milles nautiques (environ 24 km) pour le feu rouge. Il est équipé d'une corne de brume à diaphone émettant deux signaux par période de 60 secondes, du premier avril au premier novembre et d'un transpondeur radar émettant la lettre D en morse.
Identifiant  : ARLHS : USA-226 ; USCG :  7-12770 .

### Lien connexe
- Liste des phares au Michigan